# Непряхин, Павел Маркович
Павел Маркович Непряхин (1923—1958) — майор Советской Армии, участник Великой Отечественной войны, Герой Советского Союза (1945).

## Биография
Павел Непряхин родился 21 января 1923 года в деревне Барановка (ныне — Еловский район Пермского края). Окончил семь классов школы и школу фабрично-заводского ученичества, после чего работал слесарем на заводе. Параллельно с работой занимался в аэроклубе. В 1941 году Непряхин был призван на службу в Рабоче-крестьянскую Красную Армию. В 1942 году он окончил Руставскую военную авиационную школу лётчиков. С июня того же года — на фронтах Великой Отечественной войны.
К концу войны гвардии старший лейтенант Павел Непряхин был заместителем командира эскадрильи 2-го гвардейского истребительного авиаполка 322-й истребительной авиадивизии 2-го истребительного авиакорпуса 2-й воздушной армии 1-го Украинского фронта. За время своего участия в войне он совершил 149 боевых вылетов, принял участие в 28 воздушных боях, сбив 17 вражеских самолётов.
Указом Президиума Верховного Совета СССР от 27 июня 1945 года за «образцовое выполнение боевых заданий командования на фронте борьбы с немецкими захватчиками и проявленные при этом мужество и героизм» гвардии старший лейтенант Павел Непряхин был удостоен высокого звания Героя Советского Союза с вручением ордена Ленина и медали «Золотая Звезда».
После окончания войны Непряхин продолжил службу в Советской Армии. В 1955 году в звании майора он был уволен в запас. Скоропостижно умер 23 мая 1958 года, похоронен около памятника жертвам Гражданской войны в селе Елово Пермского края.
Был также награждён двумя орденами Красного Знамени, орденом Отечественной войны 2-й степени и рядом медалей.
В честь Непряхина названы улица в Елово и музей Пермского ПТУ № 3.